# Diego Antonio de Viana y Hinojosa
Diego de Viana e Hinojosa fue un general que ocupó el título de gobernador de Cuba desde 1687 hasta 1689. De origen noble, fue Caballero de la Orden de Santiago, "Veinte Y Cuatro Perpetuo" de la ciudad de Granada y General de la Artillería del Reinado de Sevilla.

## Carrera
D. Diego de Viana y Hinojosa ejerció durante mucho tiempo la labor de general de artillería hasta que fue nombrado gobernador de Cuba en 1687, reemplazando al anterior gobernador Manuel de Murguía y Mena. Así, él llegó a La Habana en noviembre de ese año.
Una de las medidas más conocidas de Viana fue su traslado de la población del Cayo a otra ciudad y las disputas entre alcaldes y curas respecto a la mejor ciudad en la que asentar a la población.
Debido a su acoso por parte de piratas, la población de la ciudad de San Juan de los Remedios del Cayo había obtenido en el año 1684 un permiso para trasladarse a otro lugar,el cual estaría lo suficientemente lejos de la costa como para asegurar la seguridad de los habitantes respecto al ataque pirata. El permiso llegó en un momento en que las condiciones parecían haber mejorado y la mayoría de la población se conformó con quedarse en el lugar en el que residían.
Sin embargo, tras la llegada de Viana y del obispo, D. Diego Evelino de Compostela, quien había llegado con ese a Cuba, decidió el traslado de la población a un lugar llamado Cupey, y el gobernador Viana aprobó esta elección. Cuando los residentes comenzaron a discutir el problema de la nueva ubicación, Viana se encontró con el hecho de que la mayoría de la población prefería establecerse en Santa Clara, debido a las explotaciones de ganado vacuno de la zona, y el gobernador y el obispo aceptaron asentar a la población en este lugar. Sin embargo, tras el nombramiento de Manuel Rodríguez de Arziniega como Alcalde y al Cura González como el consejero espiritual de ese, se dieron más problemas en cuanto al lugar elegido por Viana para asentar a la población, pues los dos rechazaron ese lugar. Así, Manuel Rodríguez y sus seguidores querían establecerse en Sabana Largo, cerca de la hacienda de Santa Clara, mientras que el sacerdote prefería vivir en El Guanal, en el cuerpo de la granja. Para ajustar la diferencia respecto al gobernador y al obispo, Viana eligió a otros dos hombres, Cristóbal de Fromesta, cura y vicario de Sancti Spiritus, y el contador Diego de Peñalver, que eran residentes de esa ciudad. Sin embargo, los dos hombres deliberaron sin resultado hasta el año 1689, cuando la administración del gobernador Viana llegó a su fin.

## Vida personal
Tuvo, al menos, un hijo: Diego Antonio de Viana, quien fue " juez de puertos y administrador de tabacos".